# Ausschüttungssperre
Unter Ausschüttungssperre versteht man im Handels- und Bilanzrecht die vertragliche oder gesetzliche Begrenzung der Gewinnausschüttungen an die Gesellschafter.

## Allgemeines
Ausschüttungssperren dienen insbesondere dem Gläubigerschutz und stellen einen Eingriff in die Ausschüttungsautonomie von Unternehmen dar. Da durch die Ausschüttung von Buchgewinnen die Substanz des Unternehmens zu Lasten der Gläubiger angegriffen wird, soll die Ausschüttung von reinen Buchgewinnen aus bestimmten Transaktionen verhindert werden. Den Gläubigern eines Unternehmens soll hierdurch die Erhaltung des haftenden Kapitals sichergestellt bleiben (Kapitalerhaltungsfunktion). Das gilt vor allem bei Kapitalgesellschaften, weil deren Gläubigern im Regelfall lediglich das bilanzielle Eigenkapital als Haftungsmasse dient. Deshalb ist der gesetzliche Anwendungsbereich der Ausschüttungssperre auf Kapitalgesellschaften beschränkt. Kerngedanke einer Ausschüttungssperre ist, dass das einer Ausschüttungssperre unterliegende Vermögen nicht an die Gesellschafter des bilanzierenden Unternehmens ausgeschüttet werden darf. Ausschüttungssperren haben deshalb eine Gläubigerschutzfunktion, weil die der Sperre unterliegenden Gewinne der Unternehmenssubstanz und damit den Gläubigern erhalten bleiben. Durch die gesetzlich normierten Ausschüttungssperren wird der Zielkonflikt zwischen der Informationsfunktion und der Ausschüttungsregelungsfunktion des Jahresabschlusses gemindert.

## Arten
Zu unterscheiden ist zwischen der vertraglichen und gesetzlichen Ausschüttungssperre. Vertragliche Ausschüttungssperren dienen eher dem freiwilligen Verzicht der Gesellschafter auf die ihnen zustehenden Gewinne, während gesetzliche Sperren die Gesellschafter zwingen, auf die gesperrten Gewinne zu verzichten.

### Vertragliche Ausschüttungssperren
Im Gesellschaftsvertrag kann geregelt werden, dass vom Jahresüberschuss lediglich ein bestimmter Prozentsatz an die Gesellschafter auszuschütten ist und der ausschüttungsgesperrte Teil als Gewinnrücklage im Unternehmen als Gewinnthesaurierung verbleibt. Derartige vertragliche Regelungen können jederzeit durch die Gesellschafter wieder aufgehoben werden.

### Gesetzliche Ausschüttungssperren

#### Im EU-Recht
Die 4. EG-Bilanzrichtlinie vom Juli 1978 übernahm die in den International Accounting Standards vorgesehene Neubewertungsrücklage in Art. 33 Abs. 1a und sah für sie eine Ausschüttungssperre vor (Art. 33 Abs. 2c), eine Umwandlung in Gewinnrücklagen war jedoch erlaubt (Art. 33 Abs. 2b). Während diese Regelungen in allen EU-Mitgliedstaaten in nationales Recht transformiert wurden, hat Deutschland auf ihre Berücksichtigung im Handelsrecht verzichtet. Diese Richtlinie wurde durch die Richtlinie 2013/34/EU (Bilanz-Richtlinie) im Juni 2013 aufgehoben. Auch diese neue Richtlinie ermöglicht nach Art. 7 Abs. 1 den EU-Mitgliedstaaten den Erlass von nationalen Vorschriften, allen Unternehmen die Bewertung des Anlagevermögens zu Neubewertungsbeträgen zu gestatten, wobei der Unterschiedsbetrag zwischen der Bewertung zu den Anschaffungs- oder den Herstellungskosten und der Bewertung auf Neubewertungsbasis der Neubewertungsrücklage in der Bilanz unter „Eigenkapital“ zuzuführen ist. Es gilt weiterhin eine Ausschüttungssperre (Art. 7 Abs. 2).

#### Im HGB
Im HGB sind Ausschüttungssperren immer dann vorgesehen, wenn bestimmte Vermögensgegenstände aktiviert werden. Deren Aktivierung hat regelmäßig eine Gewinnerhöhung (Verlustverminderung) zur Folge, die als reiner Buchgewinn nicht auf die operative Geschäftstätigkeit zurückzuführen ist. Gewinnerhöhungen aus reinen Buchgewinnen, die auf der Bilanzierung bestimmter Vermögensgegenstände beruhen, sollen in bestimmten Fällen nach dem Willen des Gesetzes nicht an die Gesellschafter ausgeschüttet werden.
Die generelle Ausschüttungsnorm des § 235 HGB a.F., wonach der ausschüttbare Gewinn eines Geschäftsjahres um Zuschreibungen, Erträge aufgrund der Auflösung von Bewertungsreserven sowie Erträgen aufgrund der Auflösung von Kapitalrücklagen gekürzt werden musste, ist entfallen. Ferner ist die für § 225 Abs. 5 HGB a.F. vorgesehene Aktivierung eigener Anteile und von Anteilen an herrschenden oder mit Mehrheit beteiligten Unternehmen entfallen. Auch die in § 226 Abs. 2 HGB a.F. enthaltene Aktivierung von Aufwendungen für das Ingangsetzen und Erweitern eines Betriebes ist fortgefallen. Korrespondierend hierzu sind auch die für eigene Anteile oder Ingangsetzungskosten vorgesehenen Ausschüttungssperren weggefallen.
Bislang war eine Ausschüttungssperre insbesondere für aktivierte Aufwendungen für die Ingangsetzung und Erweiterung des Geschäftsbetriebs (§ 269 HGB a.F.) sowie einen ausgewiesenen Saldo aktiver latenter Steuern (§ 274 Abs. 2 HGB a.F.) vorgesehen. Da beide Positionen in der Vergangenheit eher bedeutungslos waren, hatte die Ausschüttungssperre im deutschen Handelsrecht eine untergeordnete Bedeutung. Das hat sich durch das BilMoG vom Mai 2009 geändert. Das BilMoG hat neue Ausschüttungssperren geschaffen.
Einige Bilanzierungssachverhalte sind künftig mit einer Ausschüttungssperre belegt. Eine Ausschüttungssperre gem. § 268 Abs. 8 HGB ist vorgesehen bei
- dem Wahlrecht zur Bilanzierung selbst erstellter immaterieller Vermögensgegenstände des Anlagevermögens (siehe originärer Firmenwert; § 248 Abs. 2 und § 255 Abs. 2a HGB),
- dem Wahlrecht zur Bilanzierung aktiver latenter Steuern (§ 274 Abs. 1 Satz 2 HGB),
- der Pflicht zur Zeitwertbewertung von Vermögensgegenständen für die Altersversorgung (§ 253 Abs. 1 Satz 3 HGB) und
- der Fair-value-Bewertung nach § 253 Abs. 1 Satz 4 HGB.

Im Hinblick auf die zunehmende Bedeutung selbst erstellter immaterieller Vermögensgegenstände des Anlagevermögens sowie der durch das BilMoG tendenziell größer gewordenen Unterschiede zwischen Handels- und Steuerbilanz und der damit einhergehend gestiegenen Bedeutung latenter Steuern erhöht sich die aus § 268 Abs. 8 HGB ergebende Problematik für Unternehmen.
Eine Ausschüttungssperre gilt für den Überhang aktiver latenter Steuern (§ 268 Abs. 8 Satz 2 HGB) und für den Zeitwertüberhang des Planvermögens im Zusammenhang mit Altersversorgungsverpflichtungen abzüglich der hierfür gebildeten passiven latenten Steuern (§ 268 Abs. 8 Satz 3 HGB).
Durch die Einführung der Fair value-Bewertung in § 253 Abs. 1 Satz 3 HGB wird das Imparitätsprinzip teilweise ausgehöhlt. Allerdings ist die Fair Value-Bewertung nur auf zu Handelszwecken erworbene Finanzinstrumente begrenzt; eine Spekulationsabsicht ist hierbei erforderlich. Für ausgewiesene unrealisierte Gewinne besteht dann eine gesetzliche Ausschüttungssperre. Hierdurch soll verhindert werden, dass Gewinne ausgeschüttet werden, die noch gar nicht realisiert worden sind.
Eine Ausschüttungssperre wurde durch Umstellung der Abzinsungsvorschriften für Pensionsrückstellungen eingefügt. Nach § 253 Abs. 6 HGB dürfen Gewinnausschüttungen nur getätigt werden, wenn nach der Ausschüttung frei verfügbare Rücklagen in Höhe des Differenzbetrages aus der Bewertungsumstellung verbleiben.

#### Im Aktiengesetz
Eine besondere Ausschüttungssperre sieht § 150 Abs. 3 und 4 AktG vor. Sofern die gesetzliche Rücklage und die Kapitalrücklagen zusammen nicht 10 % des Grundkapitals erreichen, dürfen diese Rücklagen nur zum Ausgleich eines Verlustes oder eines Verlustvortrags verwendet werden (Absatz 3). Eine Kapitalerhöhung aus Gesellschaftsmitteln (§ 207 bis § 220 AktG) ist nach Absatz 4 möglich, wenn diese 10 %-Grenze überschritten wird und ein Jahresfehlbetrag oder Verlustvortrag nicht mehr vorhanden ist. Diese klaren Verwendungsbestimmungen verbieten – durch Nichterwähnung – eine Ausschüttung an die Aktionäre. Mithin müssen die Rücklagen ein Niveau erreichen, das die gesetzlichen Voraussetzungen erfüllt und damit eine Gewinnausschüttung aus Rücklagen ermöglicht wird (etwa bei Dividendenkontinuität).
Nach § 58 Abs. 2a AktG kann der Vorstand mit Zustimmung des Aufsichtsrats beschließen, dass Erträge aus Zuschreibungen nicht ausgeschüttet werden, sondern in „andere Gewinnrücklagen“ eingestellt werden. Dadurch wird verhindert, dass unrealisierte Buchgewinne aus Wertaufholungen an die Aktionäre ausgeschüttet werden. Dieselbe Regelung enthält § 29 Abs. 4 GmbHG für die GmbH.

#### Im Bankwesen
Nach § 10c KWG ist bei Kreditinstituten bei den Eigenmitteln ein „Kapitalerhaltungspuffer“ zu bilden (siehe Kernkapitalquote), der mindestens 2,5 % des Gesamtforderungsbetrags zu erreichen hat. Wird er für eingetretene Verluste ganz oder teilweise in Anspruch genommen, greift eine – nach der verbliebenen Höhe des Puffers bemessene – Ausschüttungssperre, die sowohl Gewinn- und Dividendenausschüttungen als auch diskretionäre Zahlungen wie Bonuszahlungen erfasst. Darüber hinaus ist nach § 10d KWG ein aus hartem Kernkapital bestehender antizyklischer Kapitalpuffer („Countercyclical Capital Buffer“) in Höhe von wiederum 2,5 % des Gesamtforderungsbetrags zu bilden. Er soll einerseits den systemweiten Aufbau von Kreditrisiken in der Aufschwungphase einschränken und andererseits im Abschwung eine ausreichende Kreditversorgung der Wirtschaft gewährleisten. Auch seine Inanspruchnahme führt zur Ausschüttungssperre.

#### Rechtspolitik
Ein akademischer Gesetzentwurf zu einer Gesellschaft mit gebundenem Vermögen hatte Eingang in den Koalitionsvertrag der 20. Wahlperiode des Bundestages von 2021 gefunden. Vorgesehen war eine  neue geeignete Rechtsgrundlage für eine Variante der Gesellschaft mit beschränkter Haftung, deren Typusmerkmal eine fixierte Ausschüttungssperre sein sollte.

## Berechnung der Ausschüttungssperre
Liegen Gründe für eine Ausschüttungssperre vor, so unterliegt nicht der gesamte Jahresüberschuss einer Sperre. Das Gesetz schreibt genau vor, was nicht ausgeschüttet werden darf. Bemessungsgrundlage einer Ausschüttungssperre ist zunächst der Jahresüberschuss („Gewinn“), der nach § 275 Abs. 3 HGB zu ermitteln ist.
Im Rahmen einer vorhandenen Ausschüttungssperre sind aus den betroffenen Sachverhalten zunächst die für eine Ausschüttungssperre in Betracht kommenden Beträge (Bemessungsbeträge) zu bestimmen. Anschließend sind die ermittelten Bemessungsbeträge mit den frei verfügbaren Rücklagen bzw. dem Jahresüberschuss zu vergleichen, um zu bestimmen, ob tatsächlich Beträge ausschüttungsgesperrt sind. Erträge aus der Aktivierung selbst geschaffener immaterieller Vermögensgegenstände des Anlagevermögens dürfen nur ausgeschüttet werden, wenn die nach der Ausschüttung verbleibenden frei verfügbaren Rücklagen abzüglich eines Verlustvortrags oder zuzüglich eines Gewinnvortrags dem aus der Aktivierung resultierenden Ertrag mindestens entsprechen. Unter Berücksichtigung der Gewinn- und Verlustvorträge muss demnach die frei verfügbare Rücklage mindestens so hoch sein wie der auf die Aktivierungsbeträge entfallende Ausschüttungsbetrag.
Nach § 268 Abs. 8 Satz 1 HGB dürfen Gewinne bei der Bilanzierung originärer Firmenwerte nur ausgeschüttet werden, wenn die nach der Ausschüttung verbleibenden frei verfügbaren Rücklagen zuzüglich eines Gewinnvortrags und abzüglich eines Verlustvortrags mindestens den insgesamt angesetzten Beträgen abzüglich der hierfür gebildeten passiven latenten Steuern entsprechen. Satz 2 dieser Bestimmung behandelt den Ausweis aktiver latenter Steuern. Dann ist die Bemessungsgrundlage aus Satz 1 auf den Betrag anzuwenden, um den die aktiven latenten Steuern die passive Gegenposition übersteigen. Satz 3 befasst sich mit den Vermögensgegenständen der Altersvorsorge. Eine Ausschüttung darf generell nicht vorgenommen werden, wenn die Bemessungsbeträge höher als die frei verfügbaren Rücklagen sind. Zur Verbesserung der Bilanzklarheit ist der Gesamtbetrag der ausschüttungsgesperrten Beträge gemäß § 285 Nr. 28 HGB im Anhang anzugeben.

## Organschaftsfragen
Obige Ausschüttungssperren haben Folgen für den ausschüttbaren Jahresüberschuss, der wiederum die Grundlage bei bestehenden Ergebnisabführungsverträgen bildet. Mit Schreiben vom 14. Januar 2010 hat das BMF mitgeteilt, dass eine Anpassung der Ergebnisabführungsverträge aufgrund des geänderten § 301 AktG nicht erforderlich ist. Bei der Durchführung der Gewinnabführung ist jedoch die Neuregelung des § 301 AktG zu beachten, damit die Organschaft weiterhin steuerlich anerkannt bleibt. Da es bei Ergebnisabführungsverträgen um eine Gewinnabführung geht, spricht das Gesetz hier von einer Abführungssperre. Eine unzutreffende Berechnung der Abführungssperre könnte nämlich zur Nichtanerkennung der Organschaft führen.
Dabei ist umstritten, wie der vom Gesetz verwendete Begriff der „frei verfügbaren Rücklagen“ zu verstehen ist. Als frei verfügbare Rücklagen sind zunächst aufgrund der Gesetzesbegründung sowohl Gewinnrücklagen als auch Kapitalrücklagen gemäß § 272 Abs. 2 Nr. 4 HGB zu berücksichtigen. Bei bestehenden Organschaften ist allerdings für die Ermittlung der abführungsgesperrten Beträge zwischen vororganschaftlich und während der Vertragslaufzeit gebildeten Rücklagen zu unterscheiden. Frotscher vertritt die Auffassung, dass die Berücksichtigung vororganschaftlicher freier Rücklagen im Ergebnis zu einer schädlichen Abführung der vororganschaftlichen Rücklagen führe. Simon hingegen begründet seine Bedenken gegen die Einbeziehung vororganschaftlicher freier Rücklagen damit, dass sich die Ausschüttungsmöglichkeit vororganschaftlicher Rücklagen durch die Abführung von Vermögensmehrungen aus der Aktivierung ausschüttungsgesperrter Bilanzposten vermindere und dadurch in die Kompetenz der Hauptversammlung der abhängigen Gesellschaft eingegriffen werden könne.
Die vororganschaftlichen Rücklagen sind in die Ermittlung der Abführungssperre einzubeziehen, weil der Gesetzeswortlaut des § 301 Satz 1 AktG uneingeschränkt auf § 268 Abs. 8 HGB verweist, der wiederum nicht zwischen der zeitlichen Entstehung der freien Rücklagen unterscheidet. Zudem führt die Einbeziehung vororganschaftlicher Rücklagen in die Berechnung der Abführungssperre nicht zu einer Abführung der vororganschaftlichen Rücklagen, denn deren Höhe bleibt unverändert. Im Ergebnis werden sie lediglich zur Ermittlung des Betrags des Jahresüberschusses, der nicht abgeführt werden darf, herangezogen.
Der Normzweck des Gläubigerschutzes geht davon aus, dass von der Abführung nur solche Gewinne ausgeschlossen werden sollen, die auch ohne Gewinnabführungsvertrag nach § 268 Abs. 8 HGB nicht ausgeschüttet werden dürfen. Gegen die Bedenken hinsichtlich des Eingriffs in die Kompetenz der Hauptversammlung spricht, dass eine Ausschüttung vororganschaftlicher Rücklagen ohnehin nur durch Beschluss und mit Zustimmung des Organträgers erfolgen kann. Das BilMoG hat hier zu Unsicherheiten hinsichtlich der Berücksichtigung vororganschaftlicher Rücklagen bei der Ermittlung der Abführungssperre geführt.